# Rhynchospora nardifolia
Rhynchospora nardifolia là loài thực vật có hoa trong họ Cói. Loài này được (Kunth) Boeckeler miêu tả khoa học đầu tiên năm 1873.